# 国際フラットパネルディスプレイ展
国際フラットパネルディスプレイ展（International Flat Panel Display Expo）は、毎年4月に東京国際展示場で開催されていた展示会。通称Display Expo。

## 第1回
- 時期：2005年4月20日〜4月22日
- 主催：リードエクシビジョンジャパン
- 同時開催：フラットパネルディスプレイ研究開発・製造技術展

## 第2回
- 時期：2006年4月19日〜4月21日
- 主催：リードエクシビジョンジャパン

## 第3回
- 時期：2007年4月11日〜4月13日
- 主催：リードエクシビジョンジャパン
- 同時開催：ファインテック・ジャパン